# Финал чемпионата мира по хоккею с шайбой среди молодёжных команд 2011
Финальный матч чемпионата мира по хоккею среди молодёжных команд 2011 состоялся 5 января 2011 на арене «HSBC» в городе Буффало. В нём за право считаться лучшей молодёжной командой планеты встречались молодёжные сборные Канады и России. Матч обслуживал чешский арбитр Мартин Франё. Встреча завершилась громкой сенсацией: после двух периодов россияне проигрывали со счётом 0:3, но в третьем периоде им удалось забросить пять безответных шайб в ворота «кленовых листьев» и выиграть финал со счётом 5:3. Благодаря этой победе Россия впервые с 2003 года выиграла заветный трофей, который стал четвёртым для российской сборной с момента распада СССР — в трёх предыдущих финалах также была обыграна сборная Канады.
Победа вызвала большой общественный резонанс в спортивных СМИ: комментатор телеканала TSN Пьер Макгуайр назвал случившееся «величайшим камбэком молодёжного и мирового хоккея». Российская сборная впервые в истории сумела выиграть матч, уступая по ходу встречи с разницей в три шайбы, а также выиграла чемпионат мира, одержав во всех матчах стадии плей-офф волевые победы.

## Путь команд к финалу
Оба участника финала уже пересекались друг с другом на групповом этапе: в очной встрече Канада выиграла 6:3.

### Группа B
| Команда  | И | В | ВО | ПО | П | ГЗ | ГП | О  | Выход в…           |
| -------- | - | - | -- | -- | - | -- | -- | -- | ------------------ |
| Швеция   | 4 | 3 | 1  | 0  | 0 | 21 | 9  | 11 | Полуфинал          |
| Канада   | 4 | 3 | 0  | 1  | 0 | 28 | 12 | 10 | Четвертьфинал      |
| Россия   | 4 | 2 | 0  | 0  | 2 | 19 | 13 | 6  | Четвертьфинал      |
| Чехия    | 4 | 1 | 0  | 0  | 3 | 10 | 21 | 3  | Утешительный раунд |
| Норвегия | 4 | 0 | 0  | 0  | 4 | 4  | 27 | 0  | Утешительный раунд |

| 26 декабря 2010 | \| Россия \| 3:6 (1:1, 2:2, 0:3) отчёт \| Канада \| | HSBC-арена, Буффало |
| Россия          | 3:6 (1:1, 2:2, 0:3) отчёт                           | Канада              |

| 28 декабря 2010 | \| Канада \| 7:2 (2:1, 3:0, 2:1) отчёт \| Чехия \| | HSBC-арена, Буффало |
| Канада          | 7:2 (2:1, 3:0, 2:1) отчёт                          | Чехия               |

| 28 декабря 2010 | \| Швеция \| 2:0 (2:0, 0:0, 0:0) отчёт \| Россия \| | Льюистон |
| Швеция          | 2:0 (2:0, 0:0, 0:0) отчёт                           | Россия   |

| 29 декабря 2010 | \| Норвегия \| 1:10 (1:6, 0:1, 0:3) отчёт \| Канада \| | HSBC-арена, Буффало |
| Норвегия        | 1:10 (1:6, 0:1, 0:3) отчёт                             | Канада              |

| 30 декабря 2010 | \| Россия \| 8:2 (2:2, 1:0, 5:0) отчёт \| Норвегия \| | Льюистон |
| Россия          | 8:2 (2:2, 1:0, 5:0) отчёт                             | Норвегия |

| 31 декабря 2010 | \| Канада \| 5:6 (бул.) (3:2, 1:2, 1:1, 0:0, 0:1) отчёт \| Швеция \| | HSBC-арена, Буффало |
| Канада          | 5:6 (бул.) (3:2, 1:2, 1:1, 0:0, 0:1) отчёт                           | Швеция              |

| 31 декабря 2010 | \| Чехия \| 3:8 (1:4, 1:4, 1:0) отчёт \| Россия \| | Льюистон |
| Чехия           | 3:8 (1:4, 1:4, 1:0) отчёт                          | Россия   |

### Стадия плей-офф

#### Четвертьфиналы
| 2 января 2011 | \| Канада \| 4:1 (1:1, 1:0, 2:0) отчёт \| Швейцария \| | HSBC-арена, Буффало |
| Канада        | 4:1 (1:1, 1:0, 2:0) отчёт                              | Швейцария           |

| 2 января 2011 | \| Финляндия \| 3:4 (ОТ) (1:1, 1:0, 1:2, 0:1) отчёт \| Россия \| | HSBC-арена, Буффало |
| Финляндия     | 3:4 (ОТ) (1:1, 1:0, 1:2, 0:1) отчёт                              | Россия              |

#### Полуфиналы
| 3 января 2011                                             | \| Швеция \| 3:4 (бул.) (0:1, 1:1, 2:1, 0:0, 0:1) отчёт \| Россия \| \| Адам Ларссон 37:59 Калле Ярнкрок 41:20 Патрик Селин 56:41 \| Голы \| Владимир Тарасенко 06:37 Денис Голубев 27:09 Сергей Калинин 58:33 Денис Голубев 70:00 \| | HSBC-арена, Буффало                                                                   |
| Швеция                                                    | 3:4 (бул.) (0:1, 1:1, 2:1, 0:0, 0:1) отчёт | Россия                                                                                |
| Адам Ларссон 37:59 Калле Ярнкрок 41:20 Патрик Селин 56:41 | Голы | Владимир Тарасенко 06:37 Денис Голубев 27:09 Сергей Калинин 58:33 Денис Голубев 70:00 |

| 3 января 2011    | \| США \| 1:4 (0:2, 0:1, 1:1) отчёт \| Канада \| \| Крис Браун 49:37 \| Голы \| Кёртис Хэмилтон 02:38 Квинтон Хоудэн 13:54 Райан Йохансен 25:59 Зак Кассиан 46:02 \| | HSBC-арена, Буффало                                                               |
| США              | 1:4 (0:2, 0:1, 1:1) отчёт | Канада                                                                            |
| Крис Браун 49:37 | Голы | Кёртис Хэмилтон 02:38 Квинтон Хоудэн 13:54 Райан Йохансен 25:59 Зак Кассиан 46:02 |

## Матч[7]
| 5 января 2011 | \| Россия \| 5:3 (0:2, 0:1, 5:0) отчет \| Канада \| \| Артемий Панарин 42:33 Максим Кицын 42:46 Владимир Тарасенко 47:29 Артемий Панарин 55:22 Никита Двуреченский 58:44 \| Голы \| Райан Эллис 04:50 Картер Эштон 19:46 Брэйден Шенн 26:27 \| | HSBC-арена, Буффало                                     |
| Россия | 5:3 (0:2, 0:1, 5:0) отчет | Канада                                                  |
| Артемий Панарин 42:33 Максим Кицын 42:46 Владимир Тарасенко 47:29 Артемий Панарин 55:22 Никита Двуреченский 58:44 | Голы | Райан Эллис 04:50 Картер Эштон 19:46 Брэйден Шенн 26:27 |

### Первый период
Первый период мощнее начали канадцы, которые потратили меньше сил на полуфинал против США (Россия обыграла Швецию только в серии буллитов). Уже на пятой минуте поединка счёт открыл Райан Эллис, воспользовавшись численным преимуществом (у россиян был удалён Георгий Бердюков). Счёт россияне могли сравнять на 15-й минуте, но канадцев спасла штанга. А за несколько секунд до сирены Картер Эштон смог забить ещё одну шайбу, доведя счёт до 2:0.

### Второй период
Во втором периоде россияне снова заработали удаление (на этот раз на скамейку штрафников отправился Юрий Урычев). Хотя команда России выстояла после его двухминутного штрафа, Брэйден Шенн на 27-й минуте забросил третью шайбу в матче. После чего главный тренер россиян Валерий Брагин заменил вратаря Дмитрия Шикина на Игоря Бобкова. Позднее ещё по два раза удалялись канадцы и россияне, а под занавес периода травму получил капитан команды Владимир Тарасенко, который вынужден был покинуть лёд. После второго периода, канадцы уверенно лидировали в матче со счётом 3:0.

### Третий период
В перерыве Валерий Брагин сумел настроить игроков на борьбу, и команда России отправилась на третий период матча с намерением бороться до конца. Капитан сборной России к тому времени сумел справиться с болевым шоком, полученным в результате мощного удара по рёбрам, и продолжил игру. На 43-й минуте Артемий Панарин «размочил» счёт, а спустя несколько секунд после вброса шайбы в игру Максим Кицын сократил разрыв в счёте до минимума — 3:2. Владимир Тарасенко на 48-й минуте сравнял счёт. Таким образом, сборной России удалось сравнять счёт всего за 5 минут.
На 56-й минуте Артемий Панарин забросил шайбу в ворота канадцев, которая залетела туда, по пути задев голкипера Марка Висентина. Наконец, на 59-й минуте Никита Двуреченский убежал от двух защитников и поставил точку в матче, забросив пятую шайбу. Россия сумела победить Канаду со счётом 5:3 и завоевать титул чемпиона мира среди молодёжи.

## Послематчевые высказывания

### Канада
Канадские болельщики были потрясены тем, что их сборная, ведя 3:0, потерпела поражение. Тренер канадской команды Дэйв Кэмерон высказался предельно кратко: «Мы сыграли очень приличный матч, но в третьем периоде произошёл крах». Среди заголовков публикаций СМИ на следующий день после встречи был и такой: «Русские будут просыпаться в отеле с настоящим похмельем, а канадцы пошли спать ночью со страшной головной болью».
Большинство игроков были обескуражены случившимся: Келвин де Хаан сказал, что не мог объяснить случившееся в третьем периоде, и назвал финал ещё более ужасным, чем финал чемпионата мира 2010 года, когда Канада проиграла в овертайме сборной США. Тайсон Бэрри сказал, что прежде не чувствовал себя так отвратительно после матча. Вратарь Марк Висентин сказал, что в третьем периоде Канада неосознанно отдала инициативу русским, что и предопределило исход матча, и добавил: «Мы не выиграли серебряные медали, мы проиграли золотые медали».

### Россия
Российские игроки не сдерживали эмоций после финальной сирены и бурно праздновали на льду своё чемпионство, иногда выкрикивая нецензурные слова. После церемонии награждения игроки во весь голос исполняли гимн Российской Федерации совместно с тренерами и членами делегации. Команду с победой на чемпионате мира поздравил президент России Дмитрий Медведев, направивший официальную телеграмму и разместивший пост в Twitter. Также официальные поздравления от губернатора Омской области Леонида Полежаева приняли Никита Пивцакин и Сергей Калинин. В гостевых книгах разных интернет-сайтов болельщики писали, что молодёжная команда проявила даже бо́льшую силу воли, чем взрослая сборная в 2008 году в финале чемпионата мира в Квебеке.
В интервью нападающий Евгений Кузнецов предельно кратко ответил на вопрос о причинах победы: «У нас русский характер, поэтому мы никогда не сдаемся». Артемий Панарин заявил, что российские игроки поверили в себя, несмотря на счёт 0:3 не в их пользу, а Никита Двуреченский похвалил тренера команды, назвав его «Тренером с большой буквы».

## Слухи о пьяном дебоше
После матча российская сборная отметила победу в раздевалке, выпив шампанского из кубка и произнеся тосты за победу сборной. Вскоре команда отправилась на самолёт авиакомпании Delta Flight, который следовал рейсом из Баффало в Нью-Йорк. Однако игроков неожиданно сняли с рейса из-за того, что те якобы находились в состоянии алкогольного опьянения и вели себя неадекватно, выкрикивая что-то нецензурное и оскорбительное (позже выяснилось, что российские игроки скандировали только фразу «Россия — чемпион») и сделали несколько глотков шампанского из кубка, что подтвердил главный тренер команды Валерий Брагин. Команде удалось прибыть в Москву для встречи с болельщиками и журналистами благодаря рейсам из Нью-Йорка и Атланты.
В гостевой книге омского «Авангарда» некий пользователь по имени Андрей сообщил, что лично знаком с пилотом рейса: по словам того пилота, все игроки были трезвы, но он снял команду с рейса, формально заявив, что принял члена делегации сборной России за разыскиваемого преступника. Мотивировку о снятии игроков с рейса российские болельщики восприняли с иронией, обвиняя американских и канадских организаторов турнира в «двойных стандартах»: за подобные правонарушения команды из США и Канады не подвергались дисциплинарным наказаниям. Примерами такого снисходительного отношения служат мужская и женская сборная Канады: в 2007 году мужская команда после победы на чемпионате мира в Москве устроила беспорядок в отеле, а женская команда после победного финала Олимпиады в Ванкувере устроила банкет прямо на льду, причём хоккеистки распивали алкогольные напитки и курили сигары.

## Вещание
В Канаде матч комментировался на телеканале TSN комментаторами Гордом Миллером и Пьером Макгуайром. В России матч показывали на телеканалах Спорт Плюс и Первом канале с комментариями Сергея Крабу и Юрия Розанова.
6 января 2011 года повтор финала показали в эфире Первого канала в полном объёме (с церемонией награждения).